# Karl Belleville
Karl Belleville (* 5. August 1846 in Neu-Ulm; † 1. Februar 1914 in München) war ein bayerischer Generalmajor.

## Leben

### Familie
Belleville war der Sohn eines bayerischen Majors im Genie-Stab. Er ist ein Neffe von Anna Caroline de Belleville, der Schwester seines Vaters.
Er verheiratete sich 1881 mit Elisabeth von Baldinger. Aus der Ehe gingen zwei Kinder hervor.

### Militärkarriere
Nach Absolvierung des Kadettenkorps wurde er am 25. August 1865 als Junker im 1. Artillerie-Regiment der Bayerischen Armee angestellt. Als Unterleutnant nahm Belleville 1866 während des Krieges gegen Preußen an den Gefechten bei Helmstadt und Roßbrunn teil. Im Krieg gegen Frankreich 1870/71 kämpfte er als Oberleutnant der Kartätschbatterie „Graf Thürheim“ im Gefecht bei Artenay und wurde während der Schlacht bei Coulmiers durch einen Schuss in das linke Schienbein verwundet. Belleville geriet dadurch kurzzeitig in französische Gefangenschaft und kam nach seiner Befreiung noch in der Schlacht von Orléans zum Einsatz. Für seine Leistungen während des Krieges war er mit dem Eisernen Kreuz II. Klasse sowie dem Ritterkreuz II. Klasse des Militärverdienstordens mit Schwertern ausgezeichnet worden.
Von 1872 bis 1875 absolvierte Belleville die Kriegsakademie, die er jedoch ohne besondere Begutachtung abschloss. 1877 folgte seine Ernennung zum Adjutant der Inspektion der Artillerie und des Trains. Am 3. November 1880 zum Hauptmann befördert, kehrte Belleville in den Truppendienst zurück und wurde Chef der 6. Kompanie des 1. Fußartillerie-Regiments „Bothmer“. Vom 24. Oktober 1884 bis 14. Februar 1886 zum Kriegsministerium kommandiert, war er anschließend Chef der 4. Kompanie, wurde am 31. Oktober 1888 Major und Stabsoffizier sowie am 19. Dezember 1888 zum Kommandeur des II. Bataillons ernannt. Dieses Kommando gab Belleville am 9. Mai 1891 ab und wurde Artillerieoffizier vom Platz der Festung Germersheim. Seit 1893 Oberstleutnant, kam er zwei Jahre später als Chef des Zentralbureaus zur Inspektion der Fußartillerie. Im Jahr darauf zum Oberst befördert und zum Sektionschef ernannt, stieg Belleville schließlich am 28. Oktober 1897 zum Kommandeur des 1. Fußartillerie-Regiments „vakant Bothmer“ auf. Er kehrte nach diesem Kommando am 20. Juni 1898 als Sektionschef zur Inspektion der Fußartillerie zurück, wurde dort am 19. Februar 1899 noch zum Generalmajor befördert und am 27. September des gleichen Jahres zur Disposition gestellt.